# Аделхайд фон Катценелнбоген
Вижте пояснителната страница за други личности с името Аделхайд.
Аделхайд фон Катценелнбоген (на немски: Adelheid von Katzenelnbogen; * ок. 1229; † 22 февруари 1288, Майнц) е графиня от Катценелнбоген и чрез женитба графиня на Насау-Висбаден-Идщайн и основател на Валрамската линия на Дом Насау. Тя е майка на крал Адолф от Насау (1292 – 1298).

## Произход
Тя е дъщеря на граф Дитер IV фон Катценелнбоген (* ок. 1192; † 1245) и съпругата му Хилдегунда (* ок. 1195) вероятно фон Еберщайн, дъщеря на граф Еберхард III фон Еберщайн († 1219) и Кунигунда фон Андекс-Меран († сл. 1207).

## Фамилия
Аделхайд фон Катценелнбоген се омъжва пр. 1250 г. за граф Валрам II фон Насау (* ок. 1220; † 24 януари 1276), най-големия син на граф Хайнрих II Богатия фон Насау (1190 – 1251) и съпругата му Матилда фон Гелдерн (1190 – 1247). Той умира 1276 г. душевно болен. Те имат децата:
- Матилда, умира млада
- Имагина († пр. 1276)
- Дитер († 1307), архиепископ и курфюрст на Трир (1300 – 1307)
- Адолф (* ок. 1255; † 2 юли 1298), римско-немски крал (1292 – 1298)
- Руперт († ок. 1305)
- Валрам († ок. 1324)
- Рихардис († 28 юли 1311), монахиня в Св. Клара, Майнц